# Aldingen

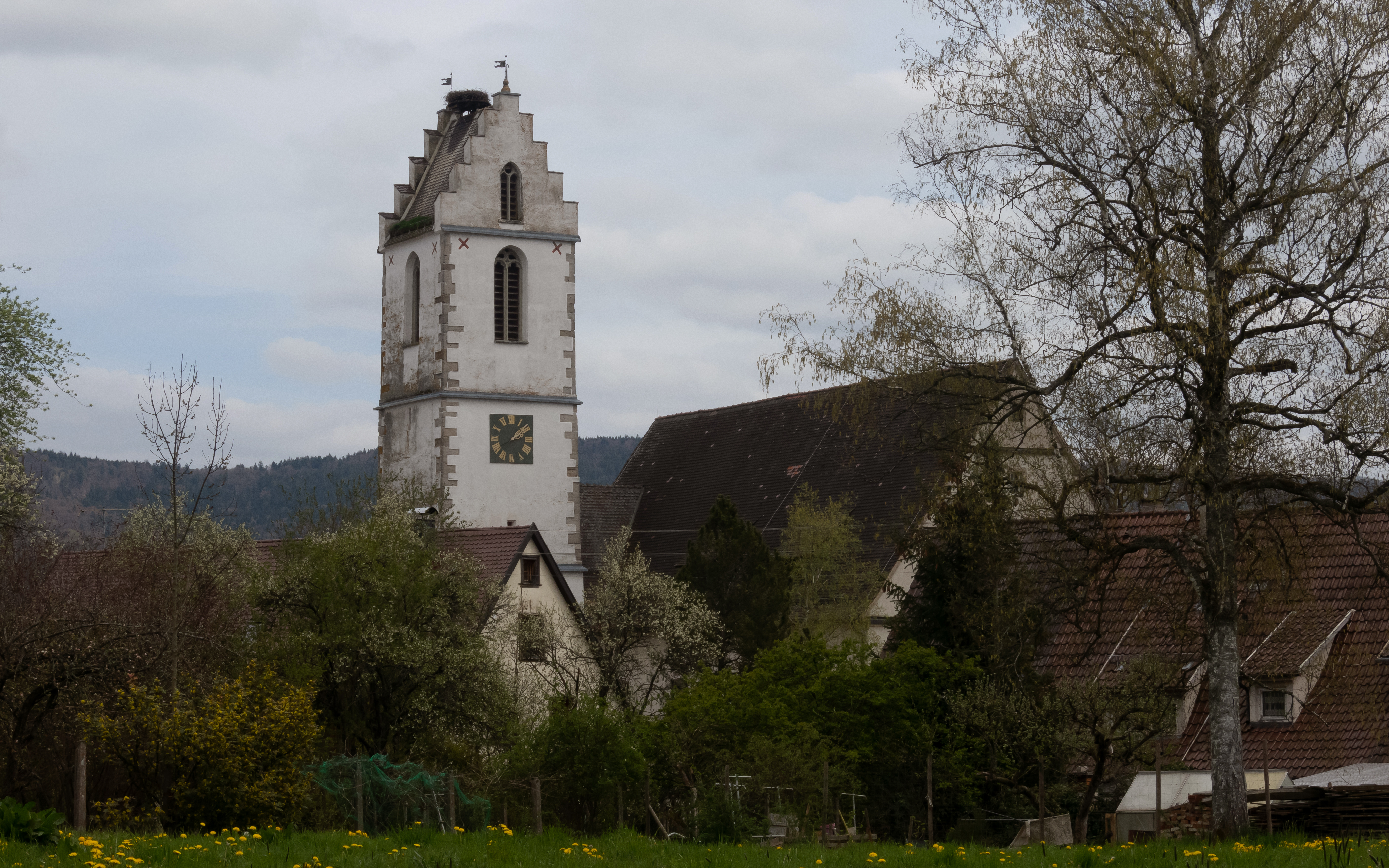
Aldingen, la iglesia: Mauritiuskirche

Aldingen es un municipio alemán con unos 7.600 habitantes en el distrito de Tuttlingen en Baden-Wurtemberg. Fue mencionado por vez primera en un documento escrito del año 802, pero la desinencia -ingen deja suponer que se trata de una fundación alemánica más antigua. El comienzo del topónimo refiere a alguien llamado Aldo, probablemente un líder alemánico. Por debajo de la iglesia protestante de San Mauricio arqueólogos hallaron un asentamiento alemánico de alrededor de 400 d. C.